# Пуэнте-Альто
Пуэнте-Альто (исп. Puente Alto) — город в Чили. Административный центр одноимённой коммуны и провинции Кордильера. Население города — 492 603 человека (2007). Город и коммуна входит в состав Столичной области и провинции Кордильера. Город входит в состав городской агломерации Большой Сантьяго.

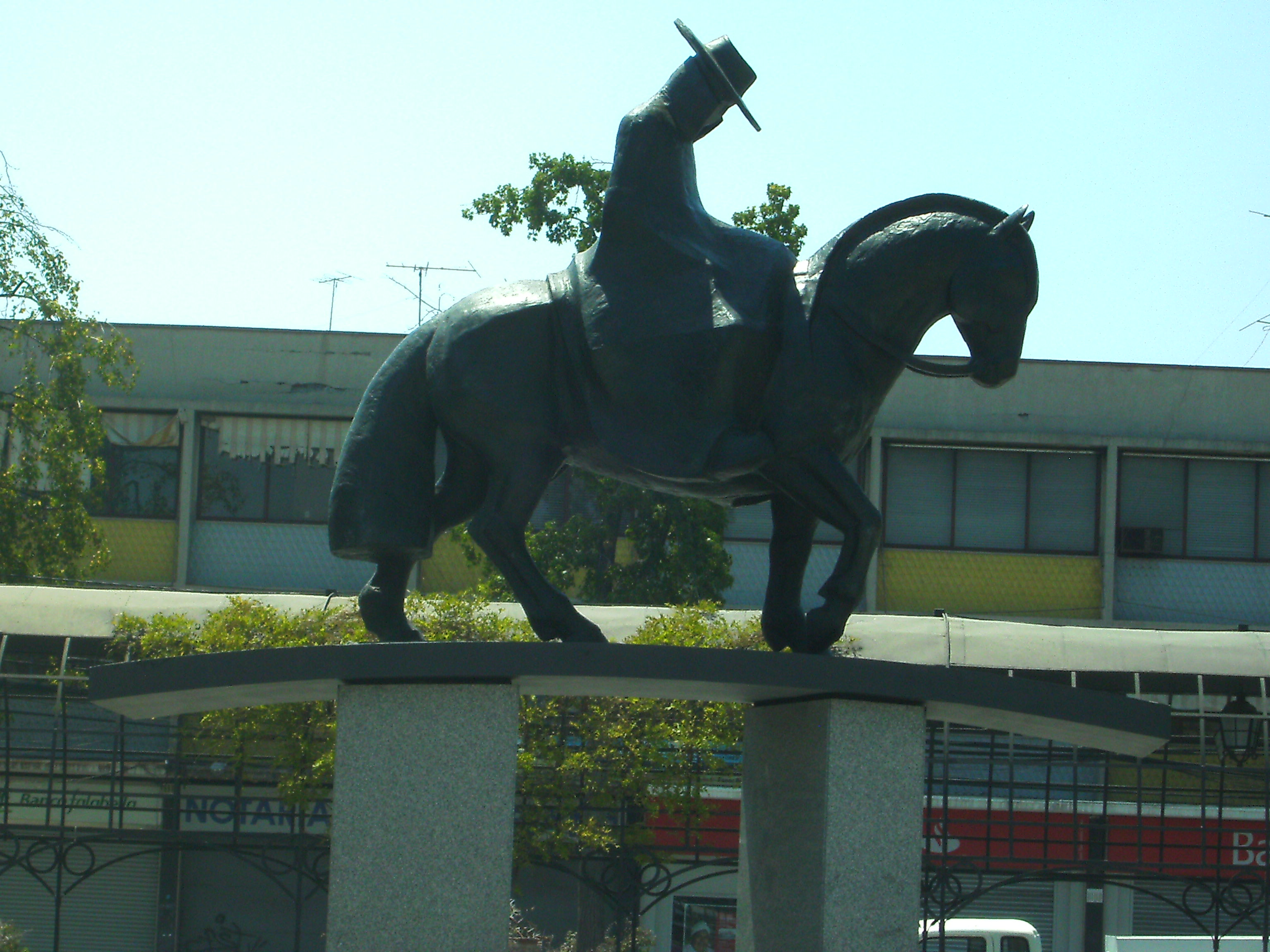
Статуя Мануэля Родригеса Эрдоисы

Территория — 88 км². Численность населения — 568 106 жителей (2017). Плотность населения — 6455,8 чел./км².

## Расположение
Город расположен в 18 км на юг от столицы Чили города Сантьяго.
Коммуна граничит:
- на севере — c провинцией Сантьяго
- на востоке — с коммуной Сан-Хосе-де-Майпо
- на юге — c коммуной Пирке
- на западе — c коммуной Сан-Бернардо

## Демография
Согласно сведениям, собранным в ходе переписи 2017 г. Национальным институтом статистики (INE),  население коммуны составляет:
| Полное население                          | Полное население                          | Полное население                          | Полное население                          | Полное население                          | 568 106 |
| ----------------------------------------- | ----------------------------------------- | ----------------------------------------- | ----------------------------------------- | ----------------------------------------- | ------- |
| в том числе:                              | Городское население                       | 568 094                                   | Процент городского населения, %           | 100,00                                    |         |
|                                           | Сельское население                        | 12                                        | Процент сельского населения, %            | 0,00                                      |         |
|                                           | Мужское население                         | 275 147                                   | Процент мужского населения, %             | 48,43                                     |         |
|                                           | Женское население                         | 292 959                                   | Процент женского населения, %             | 51,57                                     |         |
| Плотность населения, чел./км²             | Плотность населения, чел./км²             | Плотность населения, чел./км²             | Плотность населения, чел./км²             | Плотность населения, чел./км²             | 6455,8  |
| Население коммуны в % к населению области | Население коммуны в % к населению области | Население коммуны в % к населению области | Население коммуны в % к населению области | Население коммуны в % к населению области | 7,99    |

| Динамика изменения населения коммуны | Динамика изменения населения коммуны | Динамика изменения населения коммуны | Динамика изменения населения коммуны |
| ------------------------------------ | ------------------------------------ | ------------------------------------ | ------------------------------------ |
| 1992                                 | 2002                                 | 2012                                 | 2017                                 |
| 254 673                              | 492 915▲                             | 583 471▲                             | 568 106▼                             |